# Synagoge (Mediaș)

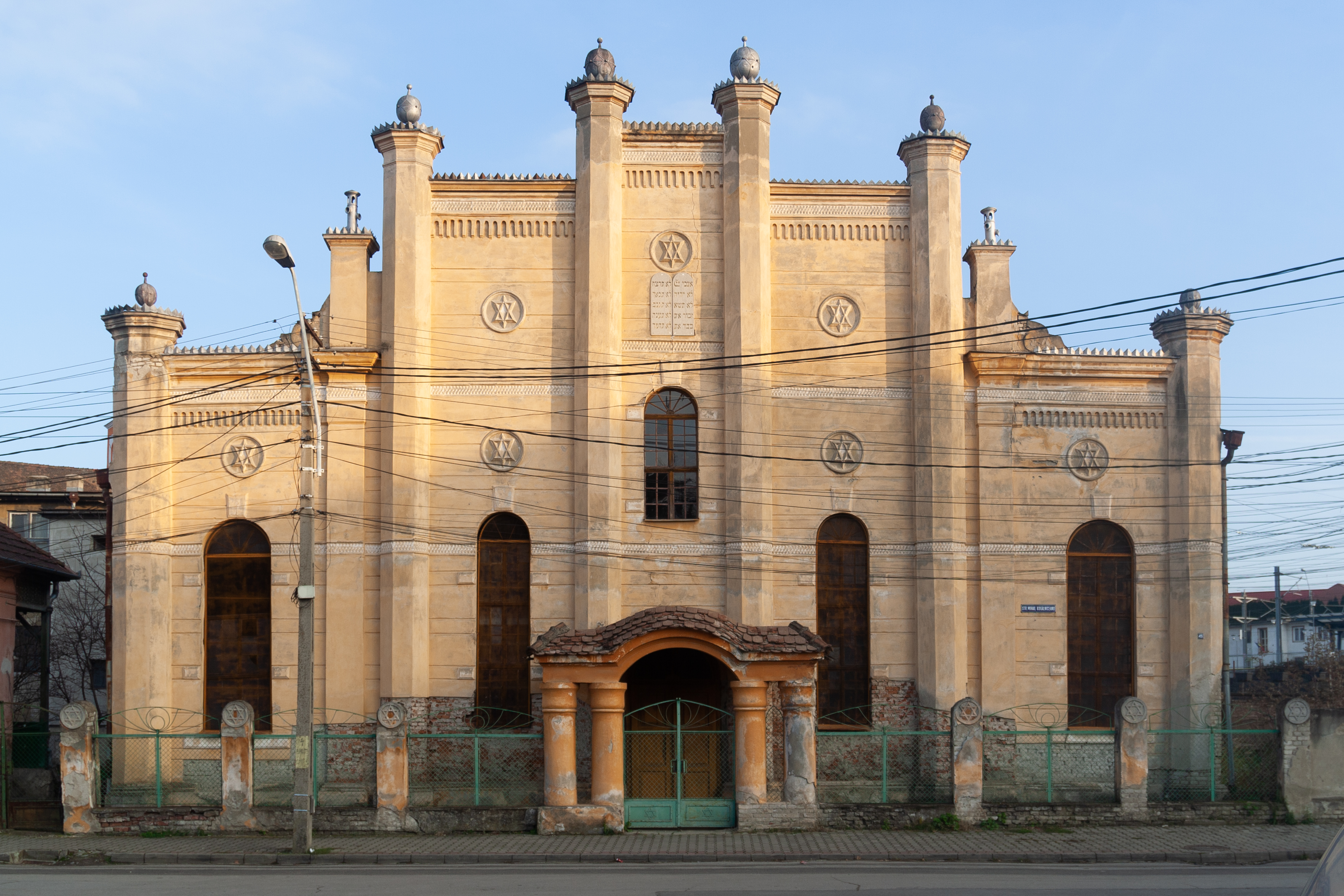
Synagoge in Mediaș

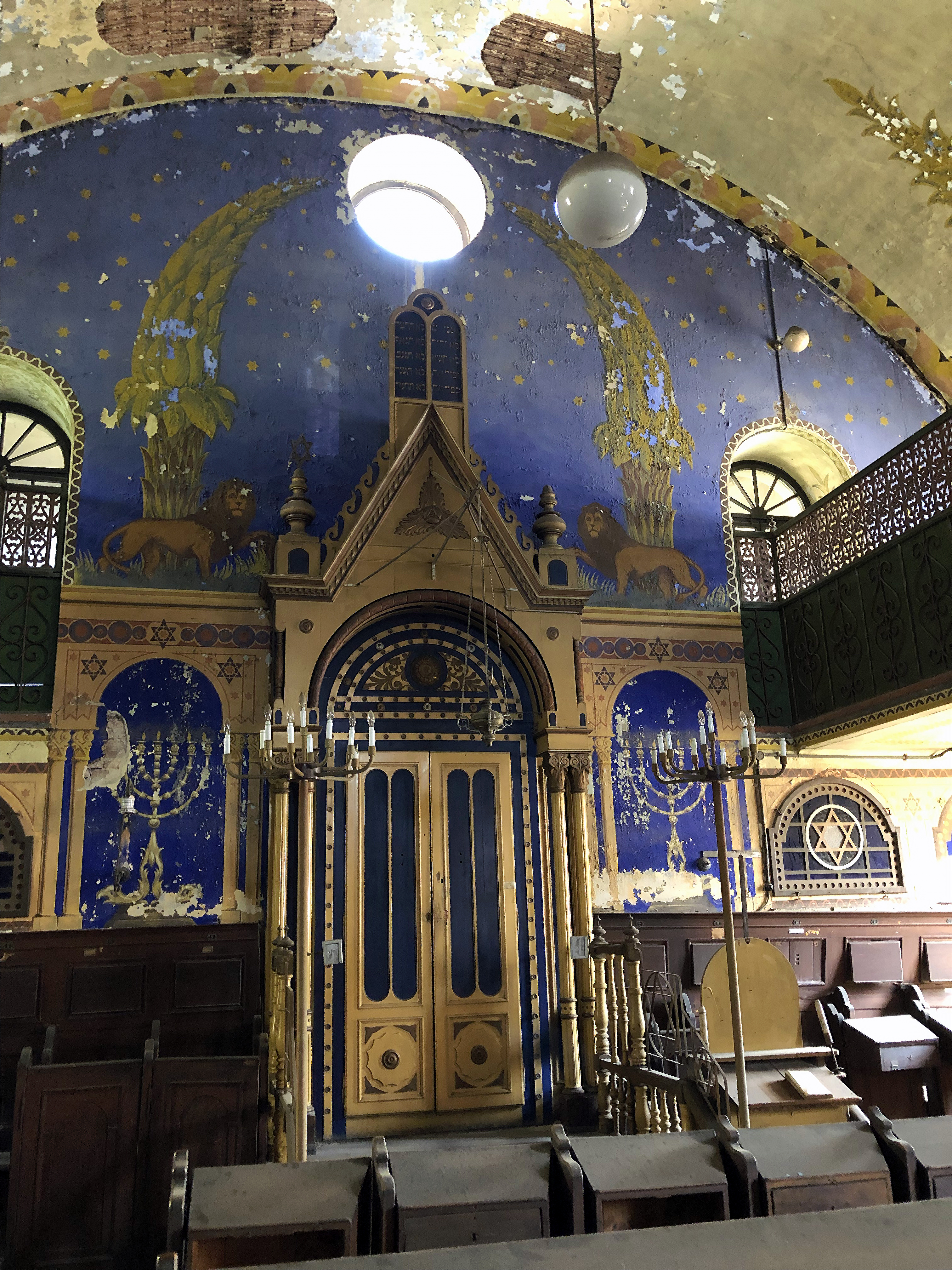
Innenansicht

Die Synagoge in Mediaș (deutsch Mediasch), einer rumänischen Stadt im Kreis Sibiu in Siebenbürgen, wurde 1896 errichtet und später durch seitliche Anbauten erweitert. Die Synagoge, nahe dem Bahnhof gelegen, ist ein geschütztes Kulturdenkmal. Auf der Rückseite schließen sich die jüdische Schule und die Mikwe an. 

## Architektur
Das Bauwerk wird von Pilastern und hohen Rundbogenfenstern gegliedert. Der Innenraum ist in den Eingangsbereich und den Betsaal unterteilt. Der Eingangsbereich auf der Westseite besteht aus drei Räumen. Rechts liegt ein dem Tora-Studium vorbehaltener Raum, auf der linken Seite führt eine Treppe zur Frauenempore. Der Betsaal ist 18 mal 11 Meter groß und wird auf drei Seiten von der Frauenempore umgeben. In der Mitte des Raumes befindet sich die Bima, die von einem gedrechselten Holzgeländer eingefasst wird. Über dem Toraschrein an der östlichen Wand sind die Gesetzestafeln mit den Zehn Geboten angebracht. Die Wandmalereien stellen die Menora, Löwen, den Davidstern, die Zehn Gebote, die Stadt Jerusalem und Pflanzenmotive dar.